# البحرية البلغارية
البحرية البلغارية ( (بالبلغارية: Военноморски сили на Република България)‏ ،Voennomorski sili na Republika Bǎlgariya ) هي البحرية التابعة لجمهورية بلغاريا وتشكل جزءًا من القوات المسلحة البلغارية. لقد تم تجاهلها إلى حد كبير في الإصلاحات التي كان على بلغاريا أن تمر بها من أجل الامتثال لمعايير الناتو، ويرجع ذلك في الغالب إلى التكلفة الكبيرة التي ينطوي عليها وحقيقة أن الهجمات البحرية لا تعتبر مصدر قلق كبير لأمن البلاد. وهذا هو السبب لإيقافها لبعض الوقت. لكنه تم إيقاف الخدمة الأخيرة في نوفمبر 2011. فقط فرقاطات حديثة وطرادات وطائرات هي في الخدمة الفعلية.

## بناء
- قيادة القوات البحرية ، فارنا
  - أركان القوات البحرية
  - مركز العمليات البحرية

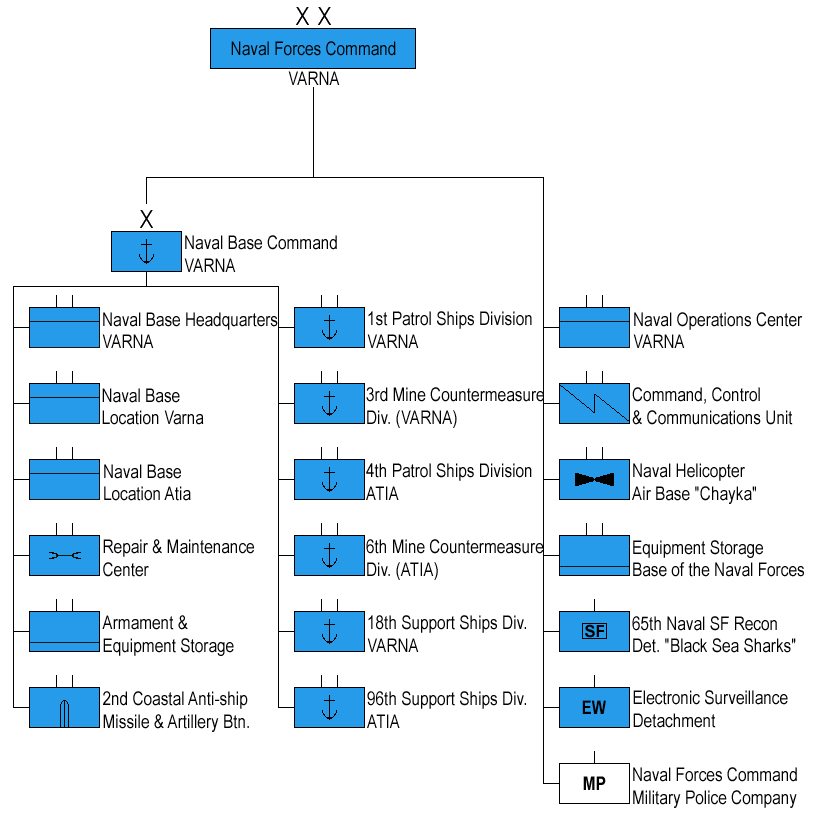
هيكل القوات البحرية 2018 (اضغط للتكبير)

  - النظام الأساسي الساحلي لدعم رابطة الدول المستقلة
  - مفرزة المعلومات الساحلية
  - مفرزة المراقبة الإلكترونية المستقلة
  - وحدات القيادة والسيطرة والاتصالات
  - قيادة القاعدة البحرية
    - طاقم القاعدة البحرية
    - قاعدة بحرية الموقع فارنا
    - قاعدة بحرية موقع عطية
    - مركز الإصلاح والصيانة
    - تخزين الأسلحة والمعدات
    - أقسام السفينة
      - شعبة سفن الدورية الأولى
      - شعبة مكافحة الألغام الثالثة
      - شعبة سفن الدورية الرابعة
      - شعبة مكافحة الألغام السادسة
      - قسم دعم السفن الثامن عشر
      - قسم دعم السفن 96

    - 2nd كتيبة الصواريخ المضادة للسفن والمدفعية الساحلية

  - قاعدة جوية هليكوبتر بحرية مستقلة "تشايكا"
  - مفرزة إستطلاع القوات الخاصة البحرية الثالثة والستين "أسماك القرش في البحر الأسود"
  - الخدمة الهيدروغرافية للقوات البحرية
  - قاعدة تخزين المعدات للقوات البحرية
  - شركة الشرطة العسكرية لقيادة القوات البحرية

## قائمة المراجع
- Todorov، Ilia (1996). "Fifty Years of the Bulgarian Navy". Warship International. ج. XXXIII ع. 1: 16–44. ISSN:0043-0374.

## روابط خارجية
- الموقع الرسمي للقوات البحرية البلغارية (البلغارية)
- الموقع الرسمي للقوات البحرية البلغارية (الإنجليزية)